# Gradinje (Oprtalj)
Pour les articles homonymes, voir Gradinje.
Gradinje (en italien : Gradigne) est une localité de Croatie située en Istrie, dans la municipalité d'Oprtalj, dans le comitat d'Istrie. En 2001, la localité comptait 142 habitants.

## Démographie
| 1948 | 1953 | 1961 | 1971 | 1981 | 1991 | 2001 |
| ---- | ---- | ---- | ---- | ---- | ---- | ---- |
| 287  | 286  | 230  | 175  | 174  | 165  | 142  |